# Sweetness and Lightning
Sweetness and Lightning (jap. 甘々と稲妻, Amaama to Inazuma, dt. „Süßes und Blitze“) ist eine Mangaserie von Gido Amagakure, die seit 2013 in Japan erscheint. Im Jahr 2016 kam eine Adaption als Anime-Fernsehserie heraus. In der Serie geht es um einen alleinerziehenden Vater, der gemeinsam mit seiner Tochter Kochen lernt. Sie ist den Genres Seinen und Gourmet zuzuordnen.

## Inhalt
Der junge Lehrer Kōhei Inuzuka (犬塚 公平) lebt allein mit seiner Tochter Tsumugi (つむぎ), seit seine Frau an einer Krankheit gestorben ist. Tsumugi wünscht sich noch immer wieder, dass ihre Mutter zurückkehrt und ihnen wieder gutes Essen macht. Ihr Vater bedauert, dass er nicht so gut kochen kann und seiner Tochter nur Fertigessen bieten kann. Als beide zu Hanami eine Schülerin Inuzukas im Park treffen, lädt sie beide in die kleine Gaststätte ihrer Mutter ein. Dort am Abend angekommen, ist der Laden leer und nur die Schülerin Kotori Iida (飯田 小鳥) dort, um sie zu bewirten, da ihre Mutter unterwegs ist. Sie vertritt ihre Mutter immer wieder, die meist als Beraterin oder Kochexpertin unterwegs ist, weil sie das Restaurant erhalten will. Ihr Vater hat sich schon lange von seiner Mutter getrennt.
Doch kann auch Kotori nicht gut kochen – vor allem weil sie Angst vor Messern hat. Gemeinsam mit Tsumugi, die in der kleinen Gaststätte viel Spaß hat, überzeugt sie Inuzuka, dass beide häufiger zum gemeinsamen Kochen vorbeikommen. So versuchen sie ein jedes Mal, ein neues Gericht zu kochen und – Inuzuka für seine Tochter und Kotori für die Gaststätte – besser im Kochen zu werden.

## Veröffentlichung
Seit dem 1. Februar 2013 (Ausgabe 3/2013) erscheint die Serie im Magazin Good! Afternoon von Kodansha. Der Verlag bringt die Kapitel auch in bisher elf Sammelbänden (Tankōbon) heraus. Der sechste Band verkaufte sich über 110.000-mal in den ersten beiden Wochen, der siebte Band wurde in den ersten drei Wochen über 130.000-mal gekauft.
Kodansha Comics, der amerikanische Ableger des Verlags, brachte die Serie auf Englisch in Nordamerika heraus. Auch auf der Plattform Crunchyroll ist der Manga digital zugänglich.

## Anime-Adaption
Bei TMS/3xCube entstand 2016 eine Anime-Adaption der Serie, bei der Tarō Iwasaki Regie führte. Hauptautor war Mitsutaka Hirota, der zusammen mit Keiichirō Ōchi auch die Drehbücher schrieb. Das Charakterdesign entwarf Hiroki Harada und die künstlerische Leitung lag bei Masanori Yamaguchi.
Die 12 Folgen wurden vom 5. Juli bis 20. September 2016 nach Mitternacht (und damit am vorigen Fernsehtag) von Tokyo MX ausgestrahlt, sowie mit bis zu vier Tagen Versatz auch auf Yomiuri TV, BS11, AT-X und J:COM TV. Internationale, unter anderem deutsch und englische untertitelte Fassungen, werden auf der Plattform Crunchyroll unter dem Titel sweetness & lightning veröffentlicht.

### Synchronisation
| Rolle           | japanischer Sprecher (Seiyū) |
| --------------- | ---------------------------- |
| Tsumugi Inuzuka | Rina Endō                    |
| Kotori Iida     | Saori Hayami                 |
| Kōhei Inuzuka   | Yūichi Nakamura              |

### Musik
Die Musik der Serie stammt von Irone Toda. Das Vorspannlied ist Harebare Fanfare (晴レ晴レファンファーレ) von Mimi Meme Mimi und der Abspann wurde mit Maybe von Brian the Sun unterlegt.